# Ludwig Eichholz
Ludwig Eichholz (ur. 16 lutego 1903 w Česká Lípa, zm. 3 maja 1964 w Höxter) – niemiecki polityk, nauczyciel oraz profesor.

## Życiorys
Był deputowanym do Reichstagu III Rzeszy. Od października 1942 prezydent głównego wydziału oświaty i nauki (niem. Hauptabteilung Wissenschaft und Unterricht) w rządzie Generalnego Gubernatorstwa.